# 杜斌丞
杜斌丞（1888年5月10日—1947年10月7日），名丕功，字斌丞，自署秉诚，以字行，陕西米脂人，中华民国政治人物、教育家，中国民主同盟中央常委兼西北总支部主任委员。

## 生平

### 教育生涯
杜斌丞于1888年5月10日（农历三月三十日）出生。早年他入私塾，后来又曾经在绥德中学堂、三原宏道高等学堂学习。1913年夏，他考入北京高等师范学校史地部。在校期间，他认识了旅日归国的中国同盟会会员惠又光，并且受到惠又光的民主革命思想影响。1917年夏，他从北京高等师范学校毕业后，任陕北联合县立榆林中学教务主任兼史地教员，1918年又升任该校校长。1917年到1927年，他一直在陕北从事教育工作，并聘请名师来学校任教，这些名师中有后来成为中国共产党党员的魏野畴、李子洲等人。刘志丹、谢子长、叶瑞禾等人都是他的学生。他还参与创办了米脂高等小学、米脂的三民第二中学、榆林女子师范学校、绥德的陕西省立第四师范学校、延安的陕西省立第四中学等校。 1922年冬，杨虎城率军来到陕北，杜斌丞将魏野畴介绍给杨虎城，杨虎城受到魏野畴革命思想的影响，请魏野畴负责训练所部军官并教育所部军队，杨虎城还表示愿意同中国共产党合作。杨虎城就此曾说：“真正知我者，斌丞先生；真正助我者，斌丞先生。”
1924年10月，冯玉祥等人发动北京政变。此后井岳秀任陕北国民军总司令，杜斌丞和李子洲支持杨虎城率部南下驱走刘镇华与吴新田。经过杜斌丞从中努力，杨虎城被井岳秀授以陕北国民军前敌总指挥，于1925年初率部开入关中。1926年11月，二虎守长安成功后，杜斌丞以陕北各界代表的身份于1927年3月率78名陕北青年学生到西安参加庆祝。在西安，杜斌丞会见了国民联军领袖冯玉祥、于右任以及中共陕甘区委负责人魏野畴、李子洲，并参加为革命烈士陵园（今革命公园）负土筑冢的活动。他还将带来的陕北青年学生送进西安中山学院、西安中山军事学校。同年6月，冯玉祥附和蒋介石清党，杜斌丞遂离开西安，先后到洛阳、武汉、南京、上海等地考察。后来他在北平闲居了两三年，其间结识了侯外庐（历史学家）、李仪祉（水利学家）等学者。

### 陕西省政与西安事变
1930年11月，应陕西省政府主席杨虎城的邀请，杜斌丞回到陕西，任陕西省政府高级参议。后来，他又任陕西省清乡局副局长。任内，他推荐李仪祉任陕西省建设厅厅长，兴修了渭惠渠、泾惠渠、洛惠渠等。他还营救过被逮捕的中国共产党党员刘志丹、刘澜涛、张德生，并曾资助中国工农红军陕甘游击队枪支弹药及物资。
1931年九一八事变后，蒋介石实行“攘外必先安内”，命令中央军和杂牌军剿共，杂牌军害怕在剿共中被消灭。十七路军当时便属于杂牌军。杜斌丞针对这一形势提出了西北大联合，以抗日救国。但他提出的西北大联合没有实现。他又提出联共反蒋抗日，获十七路军的杨虎城、孙蔚如支持。他还通过努力使红四方面军和十七路军建立了联系，结果此后两年，红四方面军和孙蔚如部基本相安无事，并且红军从陕南获得了不少药品和物资。1935年10月，红一方面军经过长征最终到达了陕北，12月初毛泽东派汪锋携分别致杨虎城、杜斌丞、邓宝珊的亲笔信到达西安，以争取十七路军联合抗日。在致杜斌丞的信中，毛泽东写道：
蒋、张势力布满陕甘，杨虎臣先生如处瓮中，举手投足受其宰制，危险情形不可言论。为今之计，诚宜急与敝方取一致行动，组成联合战线。敝方愿在互不攻击的初步条件下，与虎臣先生商洽一切救亡图存之根本大计。日本军力现已发动平津，控制之后，转瞬即及山陕。蒋虽让出陕甘地方政权于张学良，但蒋之四十余团兵力仍实际的控制陕甘。张学良主力入陕，一面固为对付红军，一面实欲对付虎城先生。卧榻之侧，势浃然也。如得先生居中策划，以共同作战对付公敌为目标，则敝军甚愿与虎臣先生谅解，逐渐进到共组抗日联军、国防政府之步骤。先生为西北领袖人物，投袂而起，挺身而干。是在今日东北军中如沈克等（此次敝军追击董英斌消灭沈师一个团，非所愿也），均应与之联合。甘肃邓宝珊亦为绝无出路之人，敝军亦愿与发生关系。闻先生与之有旧，能为先容，曷胜祷企。
杜斌丞收到了毛泽东的来信，并向汪锋介绍了杨虎城、十七路军以及东北军的情况，还就开展合作提出了建议。1936年8月，毛泽东再度致信杜斌丞称：
斌丞先生左右：
仲节君回，盛称德意，并聆抗日救国宏论，无任钦迟。值此国难日亟，国贼猖狂，大好河山，危险万状。伪蒙军向绥远进攻，冀察政委会质量之改组，凡此种种，愈见日寇之变本加厉。弟等一再呼吁，要求全国不分党派，一致团结御侮。一年以来成效渐著。虎臣先生同意联合战线，但望百尺竿头，更进一步。时机已熟，正抗日救国切实负责之时，先生一言兴邦，甚望加速推动之力，西北各部亦望大力斡旋。救西北救华北救中国之伟大事业，愿与先生勉之。特派张同志专谒崇阶，敬祈指示一切。云山在望，延企为劳，诸惟心照，不尽。即颂日绥
毛泽东  手启
八月十三日

杜斌丞遂建议杨虎城任命张文彬为陕西省政府秘书。此后杜斌丞帮助张文彬、谢晋生、金闵生建立了红军联络站。
1936年12月12日，张学良、杨虎城发动西安事变，杜斌丞积极参与。西安事变爆发后，杜斌丞获任命为陕西省政府秘书长。同年12月14日，抗日联军临时西北军事委员会政治设计委员会成立，杜斌丞任设计委员。当时，因陕西省政府主席未到任，杜斌丞负责陕西省政务，其间他恢复了陕西省政府的职能，整顿西安市容，签发了公布张学良、杨虎城八项主张的陕西省政府训令，并且和杨明轩商请中国共产党代表周恩来在西安青年会为陕西省属各厅、局及西安各个群众团体的代表作报告，介绍中国共产党和平解决西安事变的主张。杜斌丞还和韩兆鹗多次共同举办各界人士座谈会，阐述张学良、杨虎城八项主张。西安事变和平解决后，1937年2月17日，南京国民政府任命孙蔚如为陕西省政府主席，杜斌丞继续担任陕西省政府秘书长。
抗日战争爆发后，第二次国共合作开始，杜斌丞协助孙蔚如主持陕西省政务。毛泽东将杜斌丞称作“中国共产党的忠实朋友”。

### 参加民盟
1938年秋，蒋介石将杜斌丞解职，并派胡宗南到杜斌丞家游说其出任国民政府军事委员会参议，被杜斌丞拒绝。中国国民党陕西省党部两次派人给杜斌丞送中国国民党党员登记表，都被杜斌丞撕碎。此后，杜斌丞在国统区从事抗日民主活动，并且将女儿杜瑞兰送到陕甘宁边区首府延安参加革命。
1941年，杜斌丞赴湖南全州（今属广西壮族自治区）、广西桂林，接洽爱国民主人士李济深、朱蕴山等人，并向陕西籍国军高级将领关麟征、杜聿明等人宣传团结抗日、实现民主政治的主张。同年秋，杜斌丞在重庆加入中国民主政团同盟；他还经屈武、王炳南介绍加入中国民主革命同盟（简称“小民革”），并出任陕西组组长。1944年9月，中国民主政团同盟改组成中国民主同盟，杜斌丞、杨明轩、杨子廉、王菊人、郭则沉等人发起成立中国民主同盟西北总支部筹备委员会，提出的政治纲领为“亲苏、友共、努力实现民主主义”。1945年2月，中国民主同盟西北总支部于西安成立，杜斌丞任主任委员。同年10月，蒋介石电召杜斌丞到陪都重庆，并多次接见，任命杜斌丞为国民政府军事委员会参议。当时，中国民主同盟临时全国代表大会（即第一次全国代表大会）正在重庆召开，杜斌丞参加大会并当选为中国民主同盟中央委员、常委兼西北总支部主任委员。
1946年2月，杜斌丞返回陕西，主持中国民主同盟西北总支部的工作。同年2月8日，杜斌丞以中国民主同盟中央常委的名义，在《秦风·工商日报联合版》发表公开谈话《民主同盟中央常委杜斌丞由渝返陕，昨对本报记者发表谈话，盛赞政治协商会议成就》，称要为中国实现民主政治、结束一党专政而斗争。该讲话收到各界强烈反响，也引起了蒋介石、胡宗南的忌惮。3月1日，大批国民党特务捣毁了《秦风·工商日报联合版》营业部，不久又接连制造流血事件。中国共产党及杜斌丞的朋友们因担心杜斌丞的生命安全而劝说他离开西安，但杜斌丞对朋友称：“既入虎穴，就与虎搏斗到底，何必远走。”

### 遇害及身后
1947年3月19日，胡宗南部占领了陕甘宁边区首府延安。1947年3月20日，胡宗南下令逮捕杜斌丞、王菊人等人。同年10月5日，杜斌丞在《最后遗书》中写道：
自思三十年来，无日不为民主而奋斗。反动诬陷，早在意中；个人死生，已置诸度外。彼独裁暴力，虽能夺我革命者之生命，绝不能阻挠人类历史之奔向光明，终必为民主潮流所消灭也。惟望人民共起自救，早获解放自由，则可瞑目矣。请转告诸生至友共同努力，以期实现合理平等之社会国家，则公理正义自可伸张于天地之间。
1947年10月7日，杜斌丞在西安玉祥门外被处决，终年59岁。
杜斌丞遇害在中国各界引起了强烈反响。得知杜斌丞死亡消息后，中国共产党发言人发表谈话。中国民主同盟主席张澜发表谈话，对国民党政府提出严重抗议，并将该案案情诉诸全中国乃至全世界。毛泽东亲笔为杜斌丞题写挽词：
为人民而死，虽死犹生。
董必武、彭德怀、贺龙、吴玉章、谢觉哉、习仲勋、沈钧儒、柳亚子、高崇民等各界人士也先后为杜斌丞题写悼念文字。在香港的柳亚子所写悼诗为：
桃李春风愿未违，赤心报国几艰危。
临安三字沉冤狱，构桧无端杀岳飞。
三秦城阙气佳哉，纵敌当年是祸胎。
一炬咸阳期不远，尽歼丑虏复仇来。
1948年10月7日，陕甘宁边区各界在延安举行了追悼杜斌丞先生殉难一周年大会，西北野战军司令员彭德怀所写挽词为：
秦岭巍峨，悼先烈舍身成仁，光耀西北，永垂不朽；
黄河怒吼，看三军气冲霄汉，直捣长安，胡贼难逃。
同年10月林伯渠所写挽诗为：
桥陵间气挺人豪，秋水襟怀松柏操。
子美家风天此醉，文山遭遇节尤高。
誓将热血培民主，唤醒睡狮吼怒涛。
告慰先生应瞑目，千章红叶满晴皋。
1949年8月，杜斌丞之女杜瑞兰随解放军抵达兰州，当地肃反运动找到当时杀害其父亲的国民党军警特务。兰州召开镇压反革命分子公审大会，并宣布罪行后，绑缚刑场。杜瑞兰亲自执行了枪决，为父报仇。中华人民共和国成立后，1952年12月21日，杜斌丞的遗体被安葬于西安革命陵园。

## 延伸阅读
- 中国民主同盟中央委员会文史委员会、中共陕西省委党史资料研究室编，杜斌丞，西安：陕西人民出版社，1988年
- 中国民主同盟中央文件资料委员会编，杜斌丞同志纪念文集，北京：中国民主同盟中央文件资料委员会，1982年